# George Isaac Smith
George Isaac Smith (né le 6 avril 1909, décédé le 19 décembre 1982) était un avocat et homme politique canadien qui fut premier ministre de la Nouvelle-Écosse.